# 金沢総合車両所

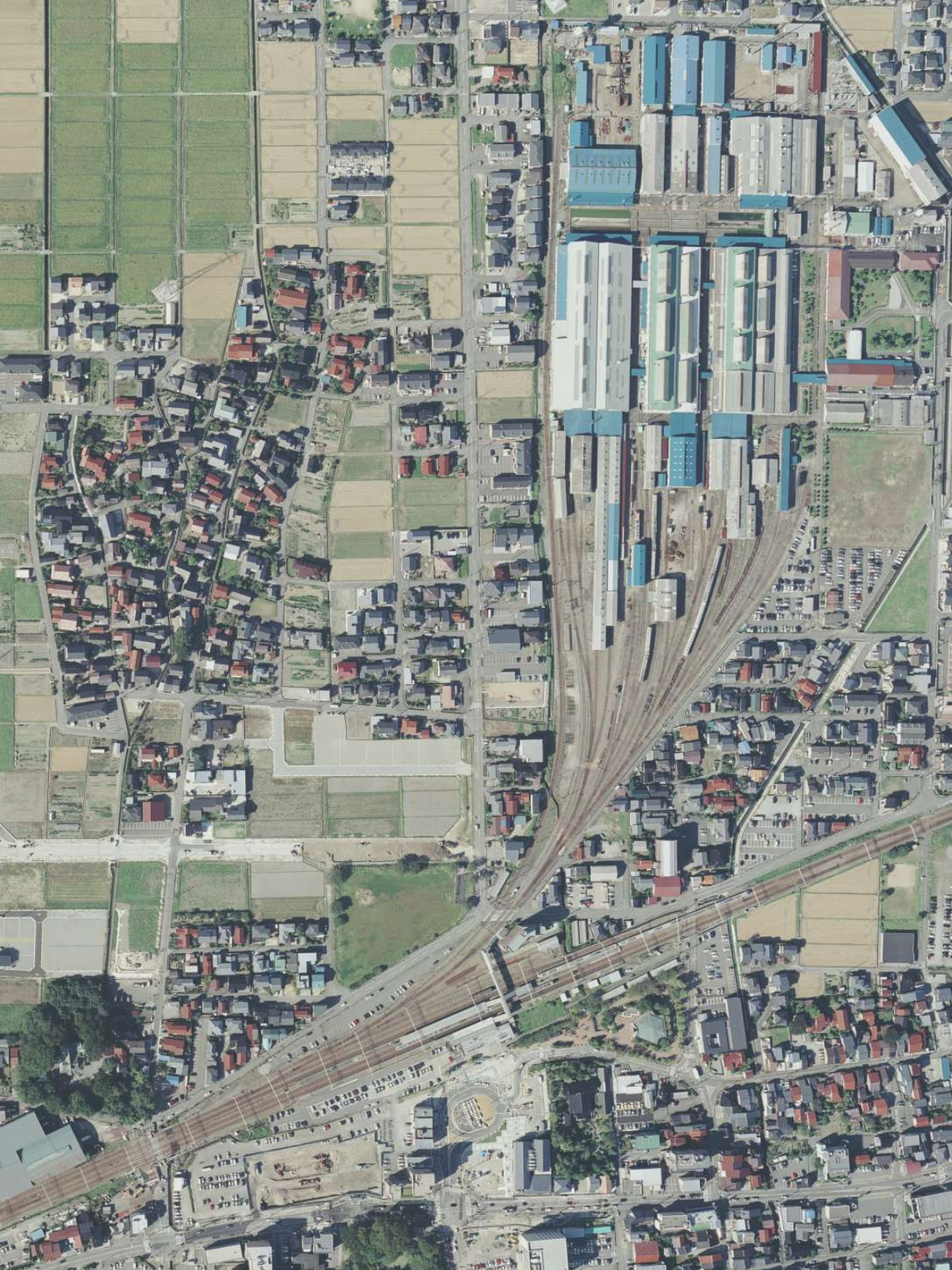
金沢総合車両所・松任駅の空中写真（2007年9月撮影）

金沢総合車両所（かなざわそうごうしゃりょうしょ）は、かつて石川県にあった西日本旅客鉄道（JR西日本）の車両基地および車両工場。同社の金沢支社が管轄していた。
白山市に本所（車両工場）、金沢市に運用検修センター（車両基地）があり、運用検修センターの構内にはIRいしかわ鉄道の車両基地、IRいしかわ鉄道運転管理センターも同居する。
富山県富山市には富山支所がある。あいの風とやま鉄道の車両基地、あいの風とやま鉄道運転管理センター、JR貨物富山機関区が同居する。
福井県敦賀市には敦賀支所がある。JR貨物敦賀機関区が同居する。
本項では、前身である松任工場や金沢運転所についても記述する。

## 概要
2024年春に予定されている北陸新幹線敦賀延伸開業と並行在来線の移管に伴う組織変更で、同開業と同時に、当所を「金沢車両区」へ改組の上、本所を閉鎖する予定が2023年5月29日に発表された。

### 本所
金沢総合車両所松任本所は、石川県白山市の松任駅北側に位置している。車両検査全般（仕業検査・全般検査・要部検査）が行われている。かつて松任工場として機能していた。
主な検査車両は自所配置の車両を含め北陸地区で運用されている一部の車両のほか、IRいしかわ鉄道・あいの風とやま鉄道の車両の全般検査・要部検査も受託している。2015年3月までは北越急行所有の681系・683系の検査も担当していた。

### 運用検修センター
金沢総合車両所運用検修センターは、石川県金沢市乙丸にある車両基地で、金沢 - 東金沢間に位置している。所在地の地名から乙丸基地の呼び名もある。1995年に金沢運転所の車両管理部門を独立し、設置された。2024年3月16日のIRいしかわ鉄道延伸後は、「金沢車両区」及び「IRいしかわ鉄道 車両センター」として稼働している。

### 富山支所
金沢総合車両所富山支所は、富山県富山市にある車両基地である。2015年3月14日の北陸本線金沢以東の第三セクター移管によって発生した枝線で運用される車両検修のために設置された。仕業検査・交番検査が行われている。
車両配置は富山地域鉄道部から引き継いでおり、高山本線用車両が本支所を拠点に運用されている。下部組織として大糸線用車両が常駐する糸魚川運転派出と城端線・氷見線用車両が常駐する高岡運転派出が存在するほかHC85系も留置される。

### 敦賀支所
金沢総合車両所敦賀支所は2021年4月に敦賀地域鉄道部敦賀運転センター車両管理室から金沢総合車両所の支所になった。北陸本線の金沢方面、滋賀県方面・湖西線の一部区間、小浜線で運用される車両検修のために設置されている。仕業、交番検査が行われている。　
車両配置の一部は敦賀地域鉄道部から受け継いでいる。2023年ダイヤ改正で3セク譲渡予定の車両が運用検修センターから転属してきた。下部組織として越美北線の車両が常駐する福井派出がある。これにより金沢支社の総合車両所化が終了した。

## 車体に記される略号
配置車両に記される略号
旅客車は金沢支社の略号である「金」と、金沢の電報略号である「サワ」から構成された「金サワ」で、機関車は「金」である。なお、運用検修センター、本所に所属するもののみであり、富山支所、敦賀支所所属のものについては後述。
整備済み車両に記される略号
「金沢総」、「KZ」

## 配置車両
2023年4月1日現在の配置車両は以下の通りである。
| 区所                     | 電車  | 気動車 | 機関車 | 客車 | 貨車 | 合計  |
| ------------------------ | ----- | ------ | ------ | ---- | ---- | ----- |
| 本所（松任）             | 0両   | 0両    | 0両    | 0両  | 2両  | 2両   |
| 運用検修センター         | 179両 | 0両    | 0両    | 0両  | 0両  | 179両 |
| 富山支所                 | 0両   | 41両   | 7両    | 0両  | 0両  | 48両  |
| 敦賀支所（福井派出含む） | 56両  | 9両    | 0両    | 0両  | 5両  | 70両  |
| 合計                     | 235両 | 50両   | 7両    | 0両  | 7両  | 299両 |

### 本所

#### 貨車（本所）
- チキ5200形 （2両）
  - レール輸送用の長物車でチキ5348・チキ5349の2両が配置されており、いずれも松任常備となっている。

### 運用検修センター

#### 電車
- 681系 （81両）
  - 0番台3両編成5本（W11編成 - W15編成）、0番台6両編成8本（W01編成 - W08編成）、2000番台3両編成2本（N11編成・N12編成）、2000番台6両編成2本（N01編成・N02編成）の合計81両が配置されている。
    - このうちN編成は新製時、北越急行からの管理受託扱いで所属[3]。北陸新幹線開業に伴う在来線特急はくたかの廃止により、JR西日本に譲渡されたため、正式所属となった。

  - W編成とN編成は下記の683系8000番台とともに主に「しらさぎ」で使用され、米原以北では付属編成を連結した9両で運転されることもある[9]。また、「しらさぎ」運用の間合いで「能登かがり火」や「ダイナスター」の一部列車にも運用されている。
    - W編成は運行開始時から「はくたか」用として用意された編成（現在：W01・W02・W11・W12）、2002年に485系V編成置き換えのため「サンダーバード」から転用された編成（現在：W03・W04・W13・W14）、2009年6月における683系4000番台投入に伴い余剰となった旧「サンダーバード」用681系を「はくたか」へ転用させた編成（現在：W05・W15）、京都総合運転所（現在：吹田総合車両所京都支所）に転出していた「サンダーバード」用車両を本区へ復帰の上転用した編成（現在：W06 - W08）の4つに大別される。この経緯や編成間での車両交換もあり、編成番号と車両番号が一致していない。
    - W14編成は営業運転開始当初はT16編成として「サンダーバード」に投入され、2002年における485系V編成置き換えのためW14編成として「はくたか」に転用され、その後2015年3月改正で一旦「しらさぎ」に投入された後、約13年ぶりに「サンダーバード」運用へ復帰しT13編成となったが、再びW14編成となっている。

  - T編成（T11編成・T14編成、0番台3両編成2本）は683系R編成（R10編成 - R15編成）と共用で、特急「サンダーバード」の増結用編成などとして運用されていたが、2023年3月18日付で吹田総合車両所京都支所に転出した[10]。
    - T11編成は本区に投入・配置されて以来、2023年の転出まで一度も他区へ転属したことはなく、原則として「サンダーバード」を中心とした運用に就いていた。
    - T14編成は、京都総合運転所（現在：吹田総合車両所京都支所）に転出後に本区へ復帰、W17編成となった後、T14編成に変更されていた。.
- 683系（36両）
  - 2000番台3両編成6本（R10編成 - R15編成）、8000番台6両編成+3両編成各1本（N03編成+N13編成）の合計27両が配置されている。
    - このうちN編成は新製時、681系2000番台同様、北越急行からの管理受託扱いで所属[3]。北陸新幹線開業に伴うJR西日本への譲渡後も引き継ぎ当所に所属。

  - R編成は吹田総合車両所京都支所に所属する同系B編成の増結用編成などとして、N編成は前述の681系W編成・N編成と共用で特急「しらさぎ」「能登かがり火」「ダイナスター」などで運用されている。
- 521系（62両）
  - 0番台2両編成（G14編成・G15編成・G17編成・G21編成・G23編成・G29編成、J02編成・J04編成 - J08編成・J17編成 - J19編成・J22編成）16本32両、100番台2両編成（U001編成 - U015編成）15本30両、合計31本62両が配置されている。いずれもワンマン運転に対応している。
  - 0番台は北陸本線・湖西線近江今津 - 近江塩津間で運用されている。
  - 0番台は2014年4月時点で30本60両が配置されていたが、2015年3月14日のダイヤ改正で一部編成があいの風とやま鉄道とIRいしかわ鉄道に譲渡され、2016年4月時点では11本22両になっていた。2017年3月4日に、敦賀地域鉄道部敦賀運転センター（現在：敦賀支所）に配置されていたE編成及びJ編成の24本48両が、全車転入した。E編成5本10両は2020年3月14日付で再び敦賀地域鉄道部敦賀運転センターに転出している。2023年3月18日付で16本32両（G20編成・G22編成・G24編成・G28編成・G30編成・J01編成・J03編成・J09編成 - J16編成・J23編成）が敦賀支所に転出している[10]。
  - 100番台は七尾線用で2019年12月にU001編成 - U003編成が配置され、2020年7月から10月にかけてU004編成 - U015編成が追加配置されている。

### 富山支所
富山支所の所属列車のほかJR東海HC85系等も留置のほかには富山支所所属金トヤ（旅客車）、富（機関車）の略号が付される。

#### 気動車
- キハ120形（15両）
  - 0番台1両（22）、300番台14両が配置されている。高山本線（富山 - 猪谷間）・大糸線（糸魚川 - 南小谷間）で運用される。新製配置車と他支社からの転属車がある。
  - 高山本線用の車両と大糸線用の車両で運用が分かれており、高山本線用車両は当支所を拠点に運用されるが、大糸線用車両は糸魚川運転派出に常駐する。
  - 2003年10月1日ダイヤ改正までは、東海旅客鉄道（JR東海）管轄の高山本線猪谷 - 高山間でも運用された。また、2001年3月3日ダイヤ改正から2006年2月28日まで富山ライトレールへ移管される前の富山港線（直流1500V電化）でも日中時間帯などに運用された。
- キハ40形（9両）
  - 2000番台9両が配置されている。城端線・氷見線で運用（キハ47形を含めて「おわら風の盆」時のみ高山本線にも入線）され、全車がワンマン運転に対応している。
  - 一部の車両は「忍者ハットリくん」ラッピング列車となっている。2015年9月に1両が城端線・氷見線観光列車「ベル・モンターニュ・エ・メール」改造を受けている[11]。
- キハ47形（15両）
  - 0番台が7両、1000番台が8両、計15両が配置されている。城端線・氷見線で運用され、ほとんどの車両がワンマン運転に対応している。
- キハ48形（2両）
  - 0番台と1000番台が各1両、計2両が配置されている。2015年8月に七尾線観光列車である特急「花嫁のれん」用改造を受け、同列車に限定運用されている[11]。

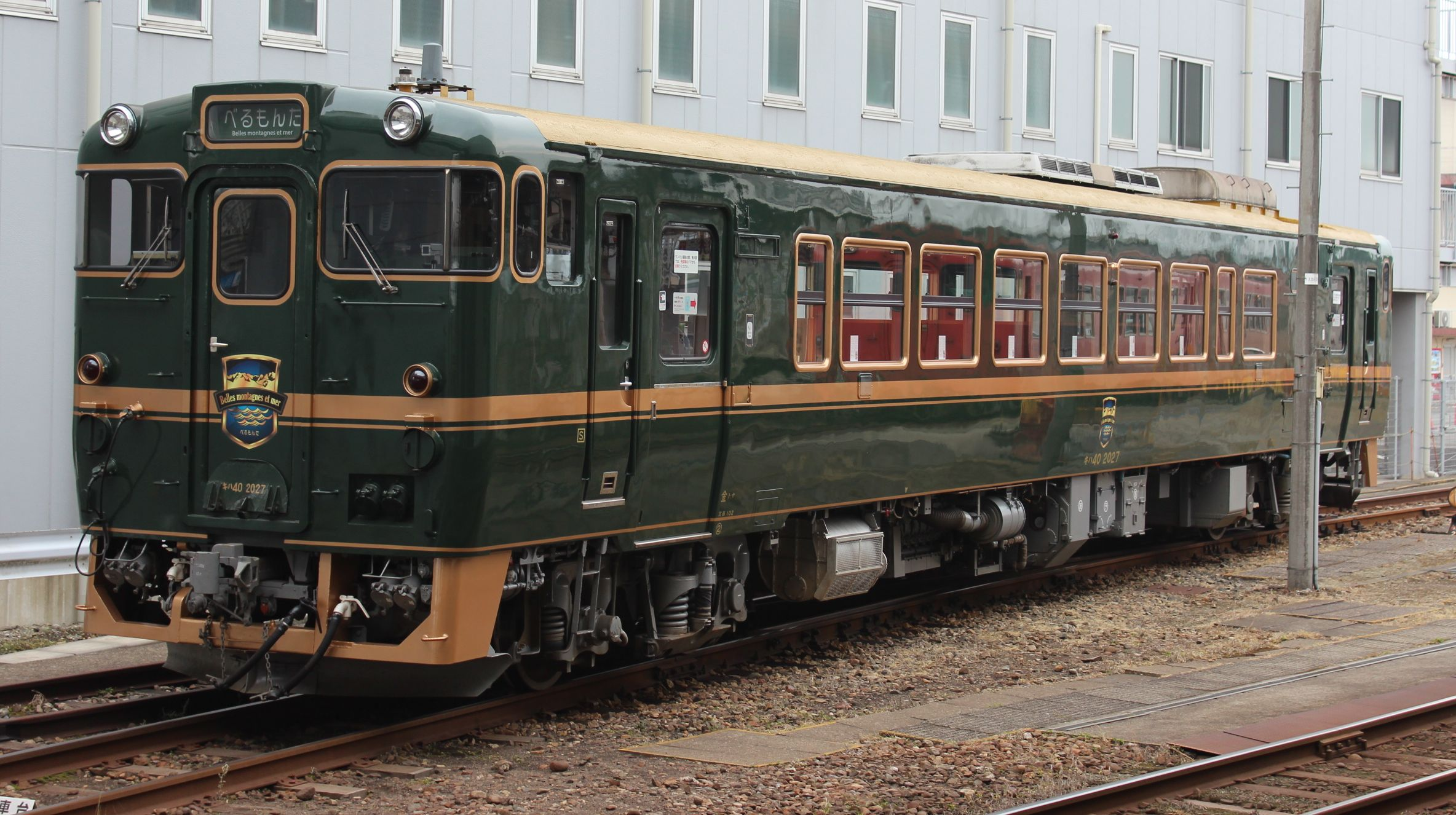
キハ40形「ベル・モンターニュ・エ・メール」
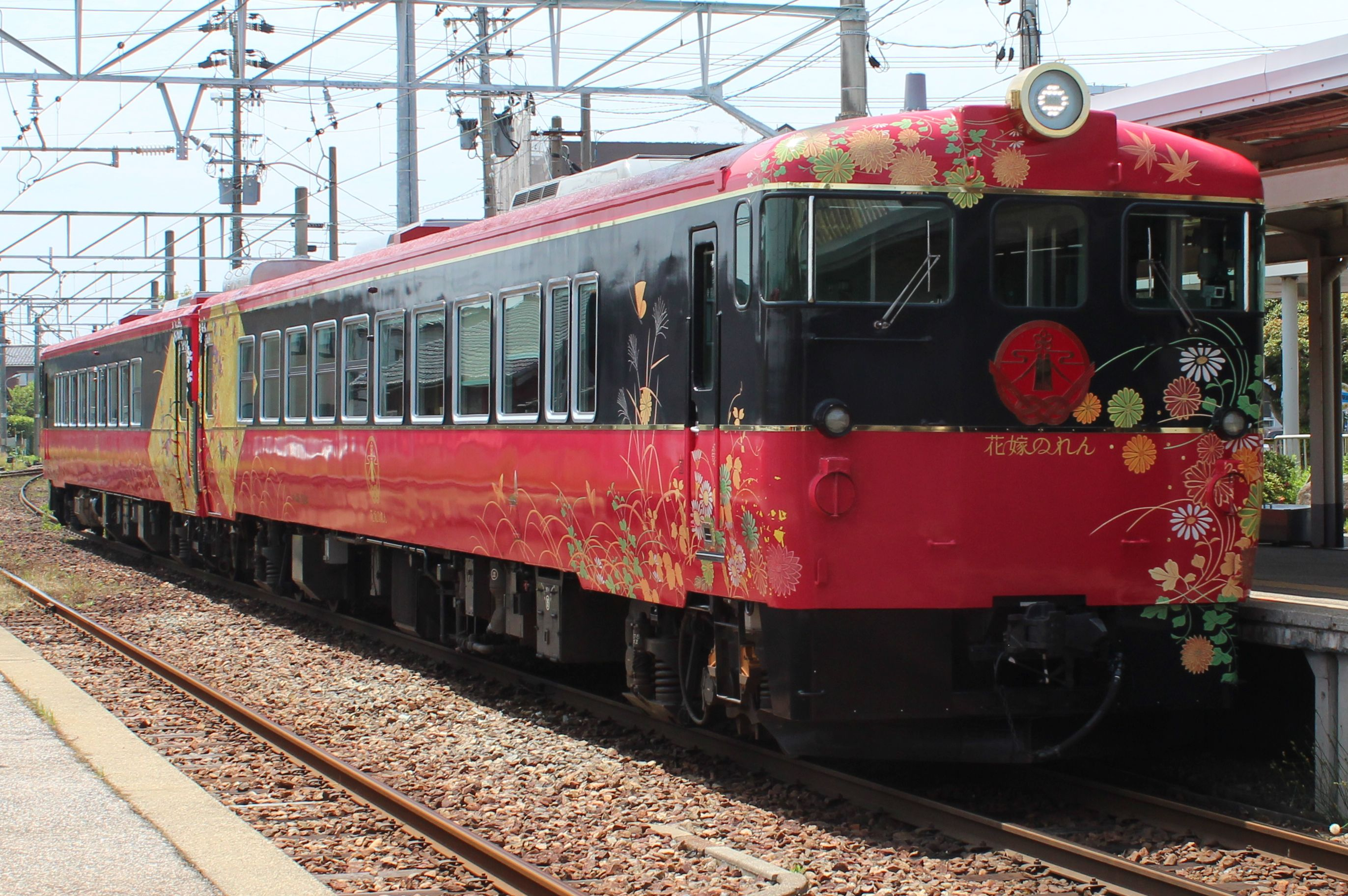
キハ48形「花嫁のれん」

#### 機関車
- DE10（3両）
  - 3両（1116, 1119, 1541号機）が配置されている。
  - レール輸送などの工事列車や松任工場への入出場車などの業務列車を牽引するほか、2013年3月15日までは氷見線・城端線の貨物輸送も担っていた。なお、高岡運転派出・糸魚川運転派出・松任本所に常駐することもある。1119号機は2017年5月に、敦賀地域鉄道部敦賀運転センターから転属した（現在：金沢総合車両所敦賀支所）が現在も敦賀支所に常駐している。[12]。
- DE15（3両）
  - 3両（1504, 1532, 1541号機）が配置されている。ラッセル式除雪車。
  - 1541号機はJR東海美濃太田車両区の配置車を2012年にJR西日本が購入したものである。1532号機は2017年3月に、敦賀地域鉄道部敦賀運転センターから転属した。（現在：金沢総合車両所敦賀支所）

### 敦賀支所（福井派出含む）
所属する旅客車には、金沢支社を意味する「金」と、敦賀の電報略号である「ツル」から構成された略号「金ツル」が車体に記される。機関車には敦賀を示す「敦」が記される。　　　　　　　　　　　　　　　　　　

#### 電車
- 521系（42両）
  - 0番台2両編成21本（G編成6本、J編成10本、E編成5本）、合計42両が所属している。E編成は2020年3月14日付で金沢総合車両所から転入した。G編成（G14編成・G15編成・G17編成・G21編成・G23編成・G29編成）及びJ編成（J02編成・J04編成 - J08編成・J17編成 - J19編成・J22編成）は、2023年3月18日付で運用検修センターから転入した[10]。
  - 北陸本線（E編成は米原 - 福井間）・湖西線の近江今津 - 近江塩津間で運用される他、小浜線に代走で運用に就くこともある。
  - 2016年4月1日時点ではワンマン運転対応の2両編成（E編成・J編成）24本、合計48両が所属していたが、2017年3月4日付で全車金沢総合車両所へ転出した。
  - 2015年2月 - 3月にはIRいしかわ鉄道の実質的な新造編成2本（55/J20→IR04・56/J21→IR05）が開業までの35日間本区に所属していたが、この間JRでの営業運転には使用されなかった。

- 125系（14両）
  - ワンマン運転対応で、1両編成（F編成）14本、合計14両が所属している。うち8両は福知山電車区（現在：吹田総合車両所福知山支所）から転属したものである。
  - 小浜線・舞鶴線・山陰本線綾部 - 福知山間の普通列車で運用されている[13]。

### 貨車
- ホキ800形（5両）
  - バラスト輸送用ホッパ車で5両が所属しており、敦賀・南福井常駐となっている。

### 気動車
- キハ120形（5両）
  - ワンマン運転に対応した200番台5両が所属しており、越美北線・北陸本線福井 - 越前花堂間で運用されている。
  - 新製当初200番台は6両が所属していたが、キハ120-206は2001年ごろに木次鉄道部へ転属している[14][要出典]。
  - 地域統一色5両になっており、オリジナル色は消滅している[15]。
- キヤ143形（4両）
  - 2014年新製の2両、2016年新製の1両、2017年新製の1両の計4両が所属している[16]。
  - 事業用気動車でラッセル車として使用される。

## 過去の配置車両
- 413系
  - 主に七尾線で運用されていたが、一部は北陸本線金沢 - 小松間でも運用された。2021年3月13日ダイヤ改正で運用を離脱した。
  - 2015年3月14日のダイヤ改正で、5本15両があいの風とやま鉄道に譲渡された。
  - 2021年3月1日、B06編成がえちごトキめき鉄道に譲渡された[17]。
  - 2021年4月1日時点では3両編成4本（B05編成・B08編成・B09編成・B11編成）・2両編成（B04編成）1本の合計14両が配置されていた[18]。B04編成・B11編成は475系に含まれるクハ455形を連結していたが、B04編成のクハ455-701は2021年3月に譲渡済みである。その他の車両も廃車が進められ、最後まで残っていたB05編成が2023年7月11日付で廃車となり配置が消滅した。
- 415系800番台
  - 2021年3月13日ダイヤ改正まで七尾線で運用されていた。
  - 2021年4月1日時点では3両編成9本27両が配置されていた[18]が、廃車が進められ、2023年8月26日付で最後まで残っていたC07・C08編成が廃車となり配置が消滅した。
- 419系
  - 1996年3月に旧福井地域鉄道部へ全車転属。なお、現在はすべて廃車となっている。
- 485系・489系
  - 特急「しらさぎ」「スーパー雷鳥」「加越」「きらめき・かがやき」「はくたか」「白山」 「北越」や急行「能登」および「ホームライナー古河」などに使用されていた。
  - 485系は2003年6月1日ダイヤ改正で定期運用を失い、その後は波動用車両のみが在籍していたが、2005年までに廃車となった。
  - 489系は2010年3月13日ダイヤ改正で急行「能登」の廃止によって定期運用を失った。
  - 2012年4月1日時点では489系9両編成1本（H01編成）のみが在籍していた。2011年3月下旬に一般乗客向けのさよなら運転を行って以降、2012年4月16日・4月17日には映画の撮影を目的とした貸切列車で運用され[19][20]、5月15日には運用検修センターから本所まで回送された。当該編成は同年度中に廃車予定となっていたが、保留車として在籍しているクハ489-1を除いた8両は、6月1日付で正式に廃車となり[21][22][23]、クハ489-1は2016年開業の京都鉄道博物館（京都市下京区観喜寺町）に保存展示されることとなり、2015年2月10日に金沢総合車両所から搬出された[24]。またクハ489-501は石川県小松市に譲渡され、駅前の公園で静態保存されている。休日などは管理するNPO法人が内部の公開などを行っている。
  - 2000年の「リバイバルはと」運転時にJR九州、同じく2000年の「サンポート高松」運転時にJR四国の管轄エリアに入線したことがある。また、団体臨時列車などの運用で京葉線や武蔵野線などに入線することもあった。
- 683系2000番台（S編成）
  - 特急「しらさぎ」に充当された485系の置き換えとして、2003年3月15日から北陸新幹線開業前日の2015年3月13日まで運用された。
  - 「しらさぎ」の運用撤退後、吹田総合車両所京都支所ならびに福知山電車区への転属と同時に289系の改番・直流化と車両の組み換えが行われて、2015年10月31日から京都・新大阪から南紀方面の「くろしお」・北近畿方面の「こうのとり」「きのさき」「はしだて」にて運用が開始された。ただし、2016年3月26日のダイヤ改正以降は「くろしお」・「こうのとり」の運用になり、「きのさき」「はしだて」は287系の運用に変更される。
  - 2015年3月改正以降289系転用済みでなかった一部の編成は定期特急の代走や団体運用などに就いた実績がある。
- 683系4000番台
  - 残る「雷鳥」を「サンダーバード」に置き換える為、2009年6月1日改正に9両固定編成としてデビュー。
  - 2023年ダイヤ改正までT編成12本（T41 - T52）108両が在籍していた。翌年に控える北陸新幹線敦賀延伸に先立ち、吹田総合車両所京都支所へ全編成が転属。編成番号もB31 - B42に変更されている。
  - 2024年3月改正まで引き続き「サンダーバード」として金沢まで来ていたが、転属前と運用は変わっていなかった。
  - 2015年3月改正までは時折「はくたか」を代走していた。
- 475系
  - 2015年3月14日ダイヤ改正までは3両編成にて、北陸本線金沢 - 糸魚川間で運用されていた。本ダイヤ改正以降は413系に組み込まれた2両（クハ455-701・702）が運用されていた。
  - 2021年3月13日ダイヤ改正で運用を離脱した。
  - クハ455-701は2021年3月15日、えちごトキめき鉄道に譲渡された[17]。クハ455-702は2022年9月13日付で廃車された[25]。
- 12系 ジョイフルトレイン『わくわく団らん』
  - 国鉄時代の1982年に改造されたお座敷客車を1993年に再改造したもの。老朽化に伴い、2007年に廃車となった。
- キハ65形 ジョイフルトレイン『ゆぅトピア』、『ゴールデンエクスプレスアストル』
  - 『ゆぅトピア』はエンジンの故障により1995年に廃車。『アストル』は老朽化により2007年に廃車。
  - 両車とも485系との協調運転ができるように改造されており、1989年まで同車と連結して特急『ゆぅトピア和倉』『ゆぅトピア高山』などに運用された。
- キハ58系
  - 急行「能登路」に運用されており、のと鉄道にも乗り入れていた。
  - 2002年3月23日ダイヤ改正で同列車が廃止された後は2両が波動用として残り、2004年に国鉄急行色へ戻された後はJR西日本管内のリバイバル列車などに使用された。老朽化のため、2007年に運用を離脱したのち松任本所に長らく留置されていたが、2008年に廃車となった。
- DD16
  - 富山支所に300番台の1両（304号機）が配置されていた。ラッセル式除雪車。糸魚川運転派出に常駐し、主に大糸線での除雪に運用された。
  - 2015年8月に津山まなびの鉄道館（津山扇形機関車庫）での静態保存のため向日町操車場まで回送され[26]、11月25日付で廃車された。
- DD15
  - 富山支所に1両（11号機）が配置されていた。ラッセル式除雪車。冬季は高岡運転派出や糸魚川運転派出に常駐したこともある。2017年春の運用をもって引退、6月30日付で廃車された[12]。

### 金沢運転所
金沢運転所時代には次の車両も配置されていた。
- ディーゼル機関車
  - DD51
  - DE10
  - DE11
- 蒸気機関車
  - C57[28]
- 客車
  - 35系
  - 43系
  - 60系

## 歴史

### 金沢運転所
- 1898年（明治31年）4月：北陸線小松 - 金沢間の延伸開業に併せて金沢機関庫を創設。500形9輌が配置され、金沢 - 福井間で1日に5往復の列車を牽引。[29]
- 1936年（昭和11年）9月：金沢機関区に改称。
- 1964年（昭和39年）7月：北陸本線富山電化を期に金沢機関区・金沢客貨車区を統合して金沢運転所が発足[3][28]。車両（蒸気機関車・気動車・電車・客車）および乗務員が配置される。
- 1966年度（昭和41年度）：DD15が配置される。
- 1970年度（昭和45度）：北陸本線富山電化後も入換用等に残っていたD51がDD13・DE10に置換され無煙化完了。
- 1972年度（昭和47年度）：489系が配置される。
- 1974年度（昭和49年度）：485系が配置される。
- 1987年（昭和62年）4月1日：国鉄分割民営化によりJR西日本に継承。
- 1992年度（平成4年度）：681系が配置される。

### 松任工場

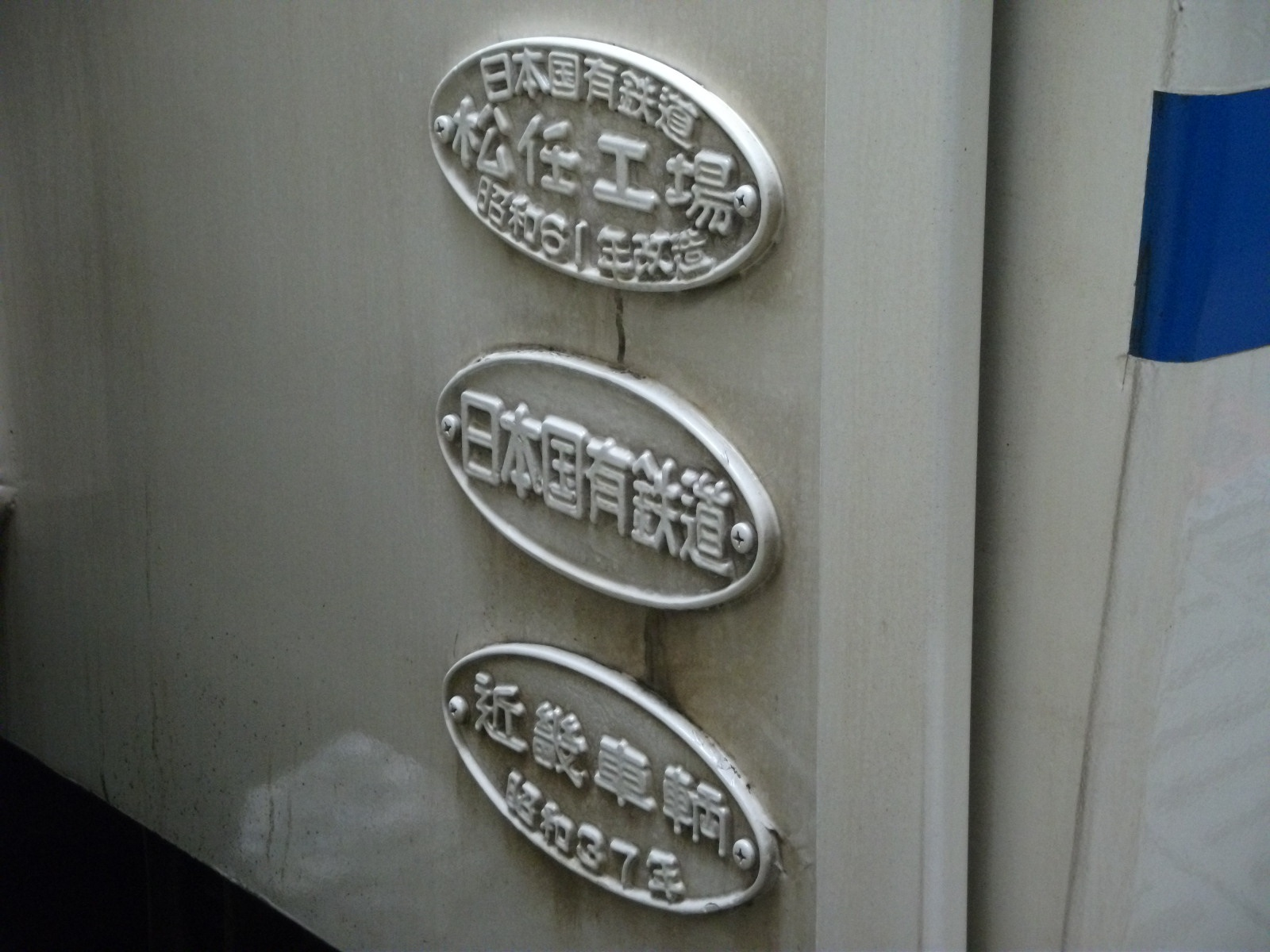
413系の妻部。当車両所の前身組織である「国鉄松任工場」の銘板（上）が取り付けられている。
（クハ412-8、2010年4月撮影）

- 1909年度（明治42年度）：金沢機関庫内の車両修繕部門として金沢修車場として設立。
- 1910年度（明治43年度）：中部鉄道局金沢工場として発足[30]。
- 1927年（昭和2年）11月：金沢工場の松任移転が決定[4]。
- 1935年（昭和10年）10月28日：現在地（松任）に移転し[31]、名古屋鉄道局松任工場となる。
  - 第二次世界大戦中や戦後の一時期、松任工機部を称する。
- 1943年度（昭和18年度）：富山港線の国有化に伴い、電車の修繕を開始。
- 1950年度（昭和25年度）：金沢鉄道管理局松任工場となる。
- 1957年度（昭和32年度）：北陸本線田村 - 敦賀間の交流電化により、交流機関車の修繕を開始。
  - 順次、気動車やディーゼル機関車、急行形交直流電車の修繕も開始する。
- 1969年度（昭和44年度）：蒸気機関車の修繕を終了。
- 1970年（昭和45年）9月：交直流機関車の修繕を開始[32]。
- 1973年度（昭和48年度）：交直流特急電車の修繕を開始。
- 1987年（昭和62年）4月1日：国鉄分割民営化により、西日本旅客鉄道に継承。

### 金沢総合車両所
- 1997年（平成9年）3月22日：金沢運転所の検修部門と松任工場が統合し、金沢総合車両所として発足[33]。金沢運転所は金沢総合車両所運用検修センターに改組[3]、松任工場は金沢総合車両所松任本所に改組[34]。
- 2001年（平成13年）5月：ISO 14001認証獲得[35]。
- 2015年（平成27年）3月14日：北陸新幹線開業に伴う車両基地体制の見直しにより、富山地域鉄道部富山運転センター車両管理室を当所の富山支所として編入。
- 2021年（令和4年）4月1日：敦賀地域鉄道部敦賀運転センター車両管理室を当所の敦賀支所として編入。
- 2024年（令和6年）3月16日：廃止。運用検修センターは金沢車両区に規模縮小とし、石川県内の旧北陸本線区間の管理及び車両所構内の管理はIRいしかわ鉄道 車両センターとなる。